# Mongar

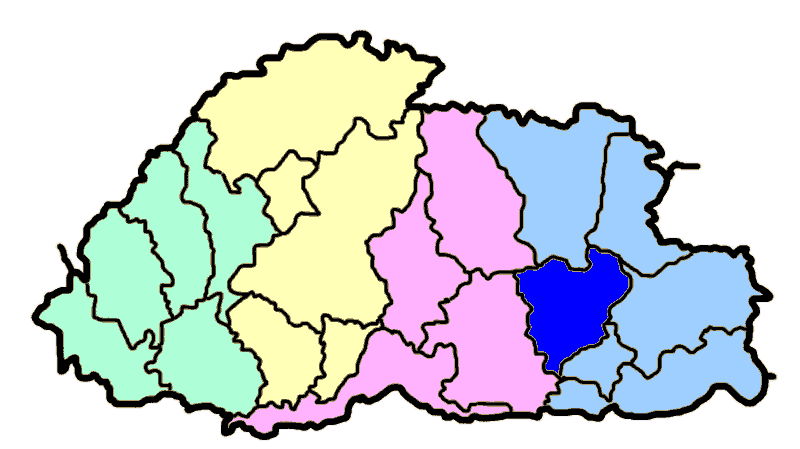
Localização de Mongar no Butão (azul destacado)

Mongar (em butanês: མོང་སྒར་རྫོང་ཁག་) é um dos 20 distritos do Butão.